# CSM Râmnicu Vâlcea
El CSM Râmnicu Vâlcea es un club de fútbol rumano de la ciudad de Râmnicu Vâlcea, fundado en 2004. El equipo disputa sus partidos como local en el Stadionul Municipal y juega en la Liga II.

## Historia
El CSM Râmnicu Vâlcea fue fundado en 2004, tras la desintegración del histórico Chimia Râmnicu Vâlcea, campeón de Copa en 1973, fundado en 1946 y desaparecido en 2004 tras graves problemas financieros. El CSM Râmnicu Vâlcea logró el ascenso a Liga II en 2005, un año después de su creación.

## Palmarés
Liga III:
- Campeón (1): 2004–05